# Jörg Flecker
Jörg Flecker (* 1959 in Graz) ist ein österreichischer Sozialwissenschaftler.
Jörg Flecker studierte ab 1978 an der Wirtschaftsuniversität Wien Handelswissenschaften, was er 1983 abschloss. Im Anschluss daran absolvierte er bis 1985 einen postgraduaten Lehrgang in Soziologie am Institut für Höhere Studien. Später war er an diesem Institut wissenschaftlicher Angestellter in der Abteilung Soziologie. 1989 erfolgte die Promotion zum Doktor der Sozial- und Wirtschaftswissenschaften mit der Dissertation zum Thema Betriebliche Sozialbeziehungen und Technikeinsatz.
1991 hatte Flecker einen Auslandsaufenthalt als Lehrbeauftragter und Gastforscher an der University of Central Lancashire in Preston, Großbritannien mit Arbeitsschwerpunkt auf international vergleichender Organisationsforschung. In diesem Jahr wurde er wissenschaftlicher Leiter der Forschungs- und Beratungsstelle Arbeitswelt (FORBA) in Wien. Beim Aufbau dieses Instituts war er beteiligt und ist aktuell Mitglied des Vorstands.
Nach seiner Habilitation 2003 an der Universität Wien in Wirtschaftssoziologie hat Flecker seit März 2013 die Professur für Allgemeine Soziologie am Institut für Soziologie der Universität Wien.
Zu seinen Forschungsschwerpunkten zählen internationale Beschäftigungssysteme, Wertschöpfungsketten und Arbeitsprozesse.

## Veröffentlichungen (Auswahl)
- Arbeit und Beschäftigung. UTB, Stuttgart 2017, ISBN 978-3-8385-4860-9
- mit Sabine Kirschenhofer Die populistische Lücke. Ed. Sigma, Berlin 2007, ISBN 978-3-8360-6702-7
- mit Manfred Krenn; Thomas Riesenecker-Caba Innovationspolitik und Mitbestimmung: Kurzfassung. Bundesarbeitskammer, Wien 1997